# Anacleto Pavanetto
Anacleto „Cleto“ Pavanetto SDB (* 20. Dezember 1931 in Piombino Dese bei Padua; † 6. Januar 2021 in Rom) war ein italienischer römisch-katholischer Ordensgeistlicher, Latinist und Neulateiner. Er war Präsident der Latinitas-Stiftung.

## Leben
Anacleto Pavanetto trat 1947 der Ordensgemeinschaft der Salesianer Don Boscos (SDB) bei und
absolvierte von 1947 bis 1948 sein Noviziat in der Villa Moglia in Chieri in Turin. Am 16. August 1948 legte er seine ewigen Gelübde ab. Von 1948 bis 1951 studierte er Philosophie in Foglizzo in Turin. Ab 1951 absolvierte er eine Ausbildung im Nahen Osten und studierte Theologie in Tantour im Westjordanland südlich von Jerusalem. Am 29. Juni 1958 empfing er in Jerusalem die Priesterweihe.
Von 1958 bis 1965 war er als Priester und Lehrer an Schulen der Salesianer Don Boscos in Kairo und Alexandria in Ägypten tätig, wo er 1964 von einem Fanatiker schwer verletzt wurde. Von 1965 bis 1969 absolvierte er am damaligen Salesianischen Päpstlichen Athenaeum in Rom ein Studium in klassischer Philologie. Ab 1972 unterrichtete er an der Fakultät für christliche und klassische Philologie der römischen Salesianer-Universität sowie auch in Palästina, im Libanon, in Italien und im Vatikan. 1986 wurde er zum außerordentlichen Professor für klassische griechische Sprache und Literatur sowie lateinische Sprache und Literatur am Pontificium Institutum Altioris Latinitatis der Päpstlichen Universität der Salesianer (UNISAL). Zum Studienjahr 2008/2009 wurde er emeritiert.
Von 1997 bis 2008 war er in Nachfolge von Karl Egger, Abtprimas der Augustiner-Chorherren, Präsident der Latinitas-Stiftung, die 1976 von Papst Paul VI. gegründet wurde, um das Studium der klassischen und christlichen lateinischen Sprache zu fördern. Unter der Leitung von Pavanetto wurde das lateinischsprachige Magazin «Latinitas» veröffentlicht. Die Stiftung gab zudem ein Wörterbuch lateinischer Neologismen heraus und war Veranstalter des internationalen Latein-Wettbewerbs „Certamen Vaticanum“ in Rom.
Der Latinist war von 1970 bis 2001 für das Staatssekretariat der Römischen Kurie tätig, zunächst als Leiter der lateinischen Sektion und ab 1996 als Beamter und Leiter der ersten Sektion Allgemeine Angelegenheiten.
Pavanetto war als klassischer Philologe Autor zahlreicher lateinischer Bände und Werke, meist unter dem Namen Cletus Pavanetto. Am Ende seiner akademischen Laufbahn erschien das Buch Passione e studio a servizio della cultura classica (Leidenschaft und Studium im Dienste der klassischen Kultur), eine Sammlung von etwa dreißig verschiedenen Schriften (in Latein, Italienisch und Französisch).

## Schriften
- De carmine quod inscribitur 'Megálai Eóiai' Hesiodo adsignato, Elettrongraf 1983 (Dissertation)
- Litterarum Graecarum classicarum lineamenta potiora, 2 Bände, LAS 1986, ISBN 978-8821301285
- Elementa linguae et grammaticae Latinae, LAS 1991, ISBN 978-8821305894
- Euripidis Bacchae: Graecus textus, Latina et Italica und Graeco trans-latio, Critie animadversiones, Libreria Editrice Vaticana (Lev) 1994, ISBN 978-8820919528
- Graecarum Litterarum institutiones, altera editio, pars prior, LAS 1997, ISBN 978-8821303357
- Graecarum Litterarum institutiones, alterius partis altera editio aucta et emendata, LAS 1997, ISBN 978-8821303616
- Le leggi delle dodici tavole, LAS 2014, ISBN 978-8821308895
- Romanorum litterae et opera aetatis nostrae gentes erudiunt, LAS 2015, ISBN 978-8821311734
- Elementa linguae et grammaticae latinae, LAS 2017, ISBN 978-8821312595
- Passione e studio a servizio della cultura classica / Scripta selecta, Sammlung von etwa dreißig verschiedenen Schriften (in Latein, Italienisch und Französisch), LAS 2013, ISBN 978-8821308680